# Łubiewo
Łubiewo – niewielkie, płytkie jezioro na Równinie Drawskiej, w powiecie strzelecko-drezdeneckim, w gminie Drezdenko.

## Charakterystyka
Jezioro położone wśród lasów sosnowych około 1500 metrów na zachód od miejscowości Drawiny. Jest to zbiornik silnie zeutrofizowany, będący w przeszłości wschodnią zatoką jeziora Łubowo.